# 11 Cephei
Désignations
11 Cephei (en abrégé 11 Cep) est une étoile géante de la constellation boréale de Céphée. Elle est visible à l'œil nu avec une magnitude apparente de 4,56. D'après la mesure de sa parallaxe annuelle par le satellite Gaia, elle est distante d'environ 55 pc (∼179 al) de la Terre. L'étoile présente un mouvement propre relativement important, traversant la sphère céleste à un rythme de 0,144 seconde d'arc par an. Elle se rapproche du Système solaire à une vitesse radiale héliocentrique de −38,6 km/s.
11 Cephei est une étoile géante rouge de type spectral K0,5III, qui a épuisé les réserves en hydrogène qui étaient contenues dans son cœur et qui est sortie de la séquence principale. Elle est membre du red clump, ce qui signifie qu'elle génère son énergie par la fusion de l'hélium dans son cœur. L'étoile est âgée d'environ 670 millions d'années et elle est 2,4 fois plus massive que le Soleil. Son rayon est 11 fois plus grand que le rayon solaire, elle est 95 fois plus lumineuse que le Soleil et sa température de surface est de 5 446 K.